# O Convite ao Prazer
O Convite ao Prazer é um filme brasileiro de 1980, do gênero drama erótico, dirigido por Walter Hugo Khouri. Trata-se de um dos filmes produzidos no contexto da Boca do Lixo que, ao lado de obras como A Noite das Taras, Mulher Objeto, figura entre as maiores bilheterias do cinema brasileiro, com cerca de 2 milhões de espectadores. A trilha sonora do filme é de Rogério Duprat e a fotografia de Antonio Meliande.

## Elenco
- Roberto Maya como Marcelo
- Serafim Gonzalez como Luciano
- Aldine Muller como Sônia
- Helena Ramos como Anita
- Kate Lyra como Miss Harriet
- Nicole Puzzi como Gina
- Sandra Bréa como Ana
- Linda Gay como Eugênia
- Cláudio Savietto
- Lajar Muzuris
- Patrícia Scalvi
- Alvamar Taddei